# Vriesea platynema
Vriesea platynema är en gräsväxtart som beskrevs av Charles Gaudichaud-Beaupré. Vriesea platynema ingår i släktet Vriesea och familjen Bromeliaceae.

## Underarter
Arten delas in i följande underarter:
- V. p. flava
- V. p. platynema
- V. p. wrightii

## Bildgalleri

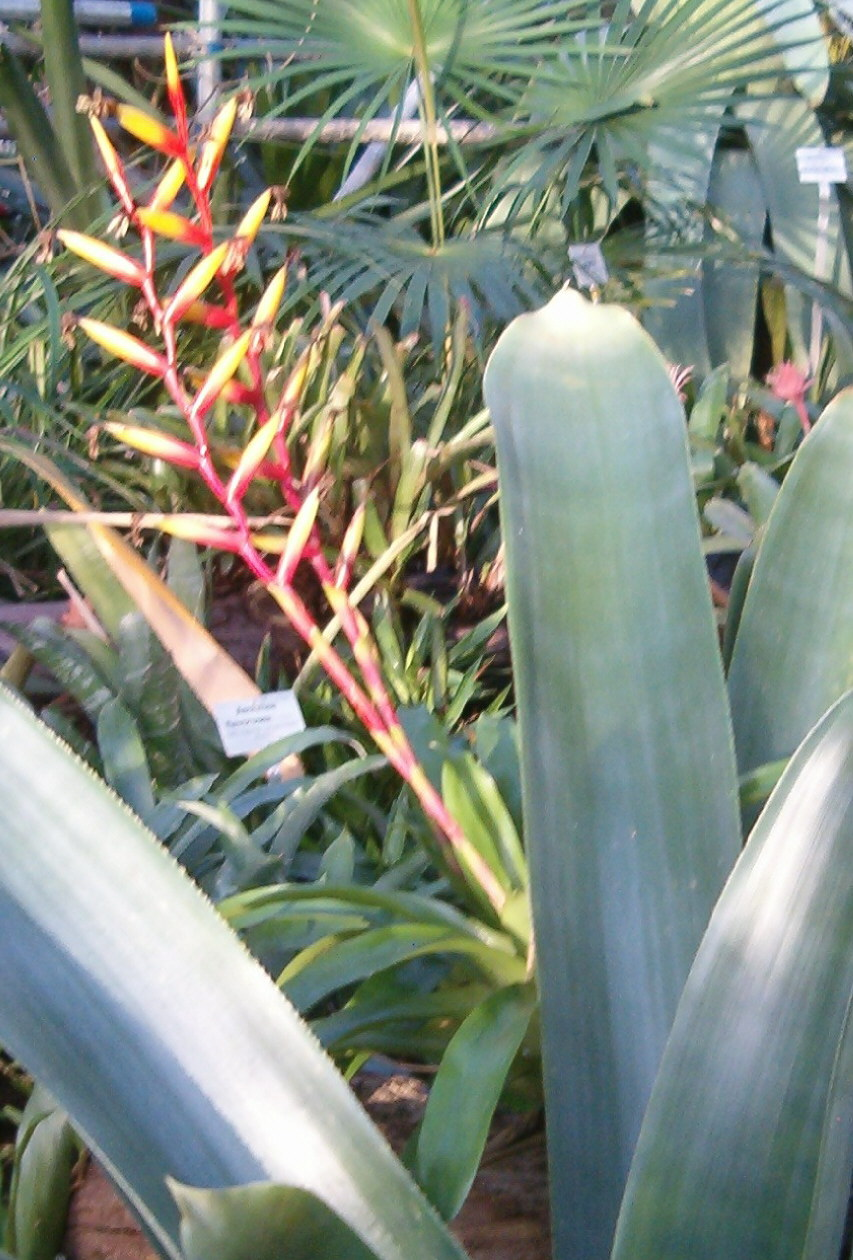
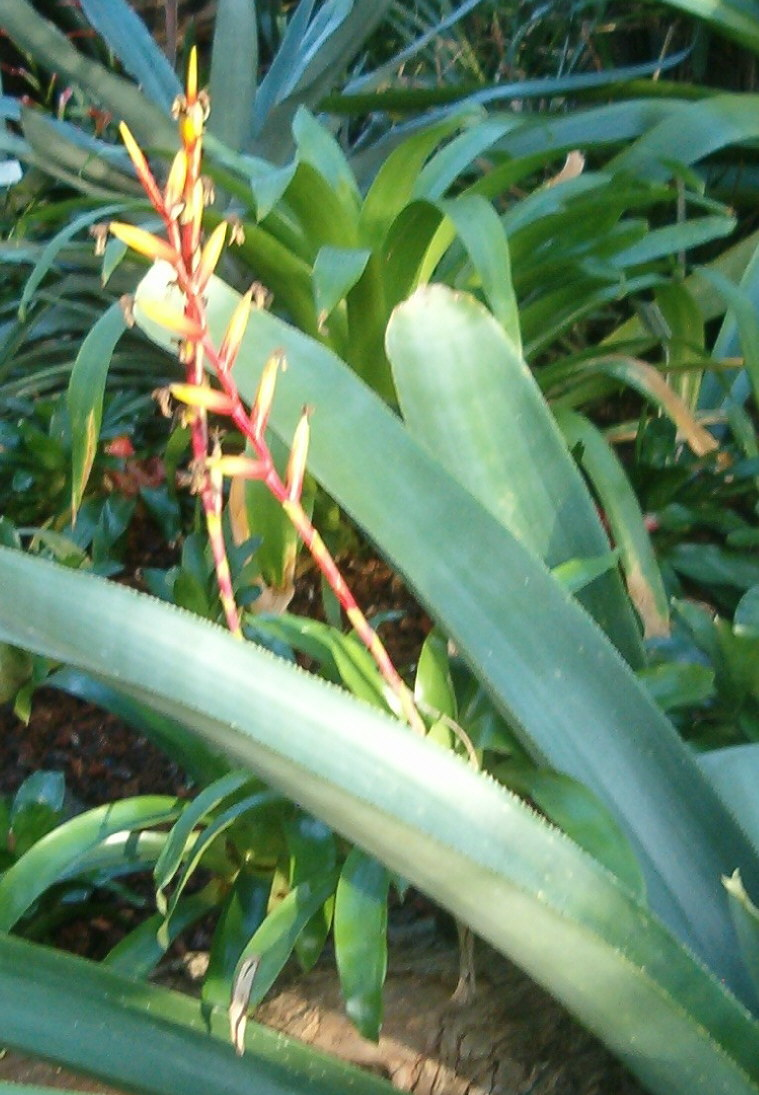
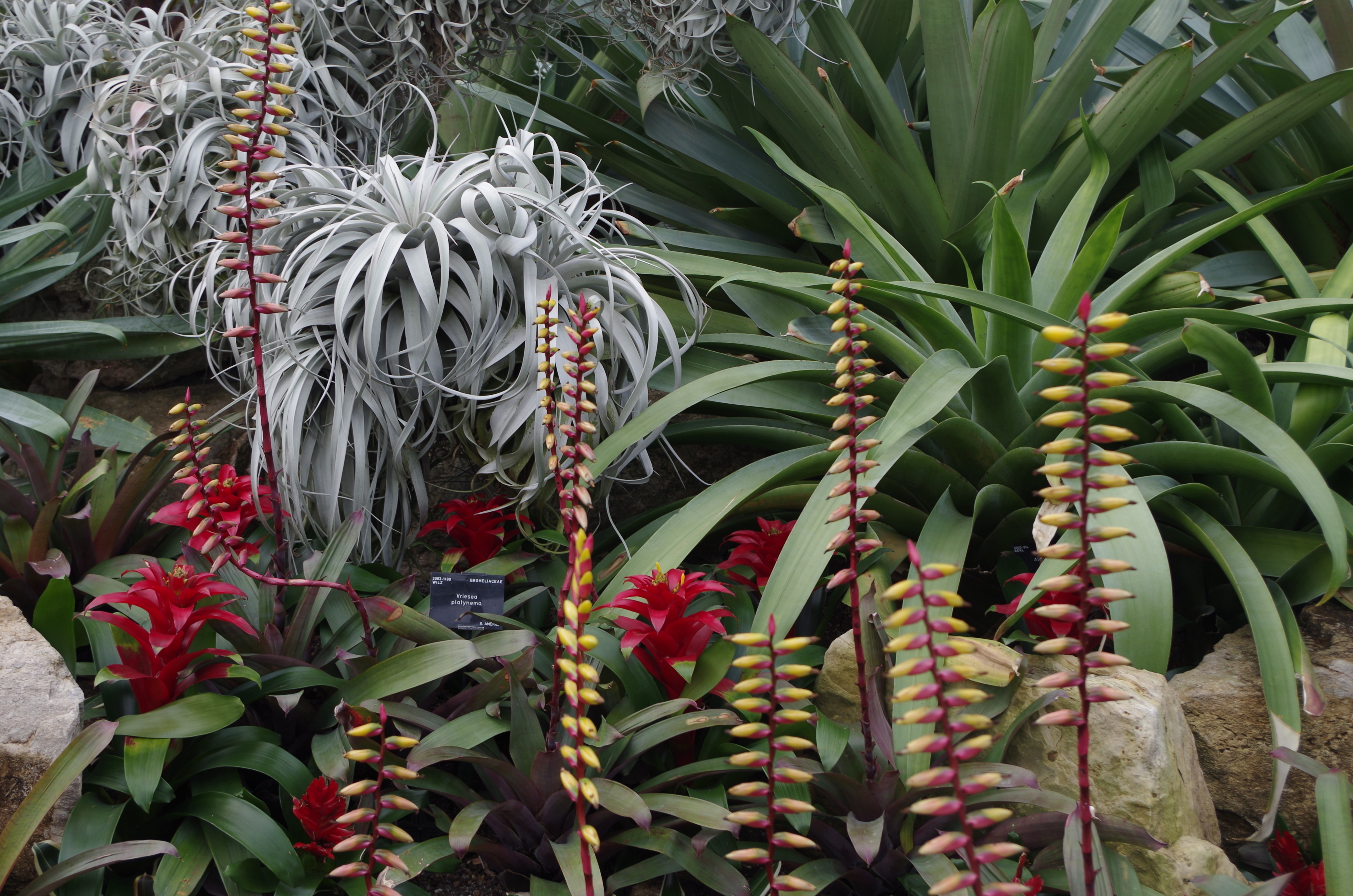